# Antiguidade (objeto)

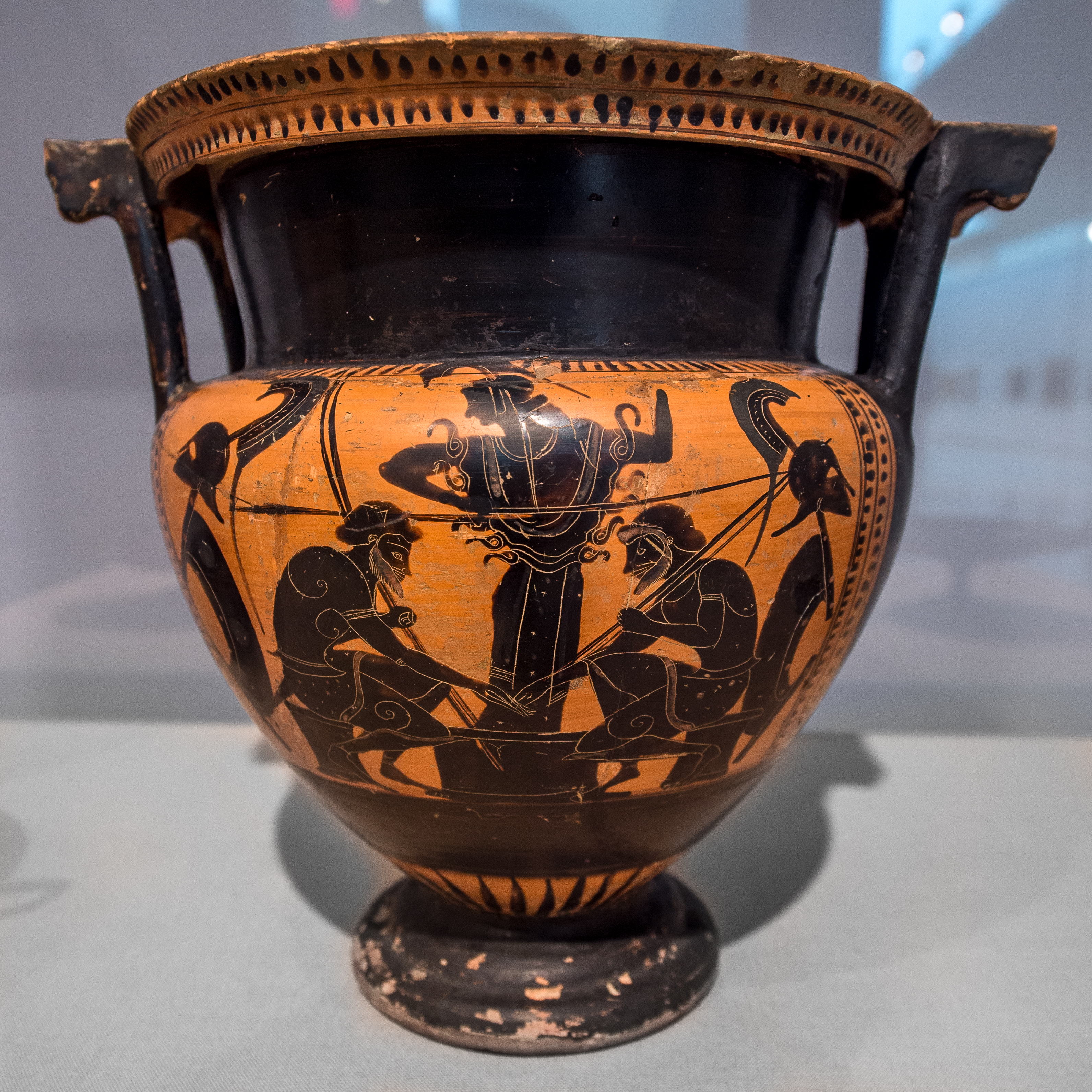
Vaso grego antigo, um exemplo clássico de antiguidade. Carnegie Museum of Art, fotografia de 2017.

Antiguidades, em determinados locais tratadas como relíquias, e em outros como velharias, são objetos antigos que remetem ao passado da humanidade. As antiguidades são constituídas tanto por objetos físicos quanto por textos literários e inscrições, sendo consideradas fontes históricas imprescindíveis para diversas áreas dos estudos históricos, tais como a história, a arqueologia, a epigrafia, a numismática, a filologia, entre outras.

## Antiquário
As antiguidades foram as principais fontes históricas dos pesquisadores antiquários, especialmente na época moderna. O antiquariato, enquanto ciência que se ocupa da investigação sobre as antiguidades, foi praticado desde as civilizações antigas da China, Mesopotâmia, Egito, Grécia e Roma, e desde então constituíram uma área autônoma dentro dos estudos históricos, vindo a se dissolver no decorrer do século XIX entre diversas outras disciplinas especializadas.

## Comércio
As antiguidades são compradas e vendidas em diversos locais, como antiquários, mercados e feiras tradicionais, e principalmente através da internet, em sites dedicadas à publicação de anúncios compra e venda de antiguidades. Algumas antiguidades valiosas podem ser compradas em leilões, tais como Sotheby ou Christie's.